# Bramham cum Oglethorpe
Pour les articles homonymes, voir Bramham et Oglethorpe.
Bramham cum Oglethorpe est une paroisse civile anglaise faisant partie de la Cité de Leeds dans le comté du Yorkshire de l'Ouest.
La principale ville dans cette paroisse est Bramham.